# Liste bekannter Persönlichkeiten des Imperial College London
Diese Liste führt bekannte aktuelle oder ehemalige Angehörige des Imperial College London auf.

## Nobelpreisträger
- Sir Derek Harold Richard Barton – Nobelpreis für Chemie, 1969
- Lord Patrick Maynard Stuart Blackett – Nobelpreis für Physik, 1948
- Sir Ernst Boris Chain – Nobelpreis für Physiologie oder Medizin, 1945
- Sir Alexander Fleming – Nobelpreis für Physiologie oder Medizin, 1945
- Dennis Gabor – Nobelpreis für Physik, 1971
- Sir Walter Norman Haworth – Nobelpreis für Chemie, 1937
- Sir Cyril Norman Hinshelwood – Nobelpreis für Chemie, 1956
- Sir Frederick Gowland Hopkins – Nobelpreis für Physiologie oder Medizin, 1929
- Sir Andrew Fielding Huxley – Nobelpreis für Physiologie oder Medizin, 1963
- Sir George Porter – Nobelpreis für Chemie, 1967
- Rodney Robert Porter – Nobelpreis für Physiologie oder Medizin, 1972
- Abdus Salam – Nobelpreis für Physik, 1979
- Sir George Paget Thomson – Nobelpreis für Physik, 1937
- Sir Geoffrey Wilkinson – Nobelpreis für Chemie, 1973

## Weitere Alumni und Dozenten

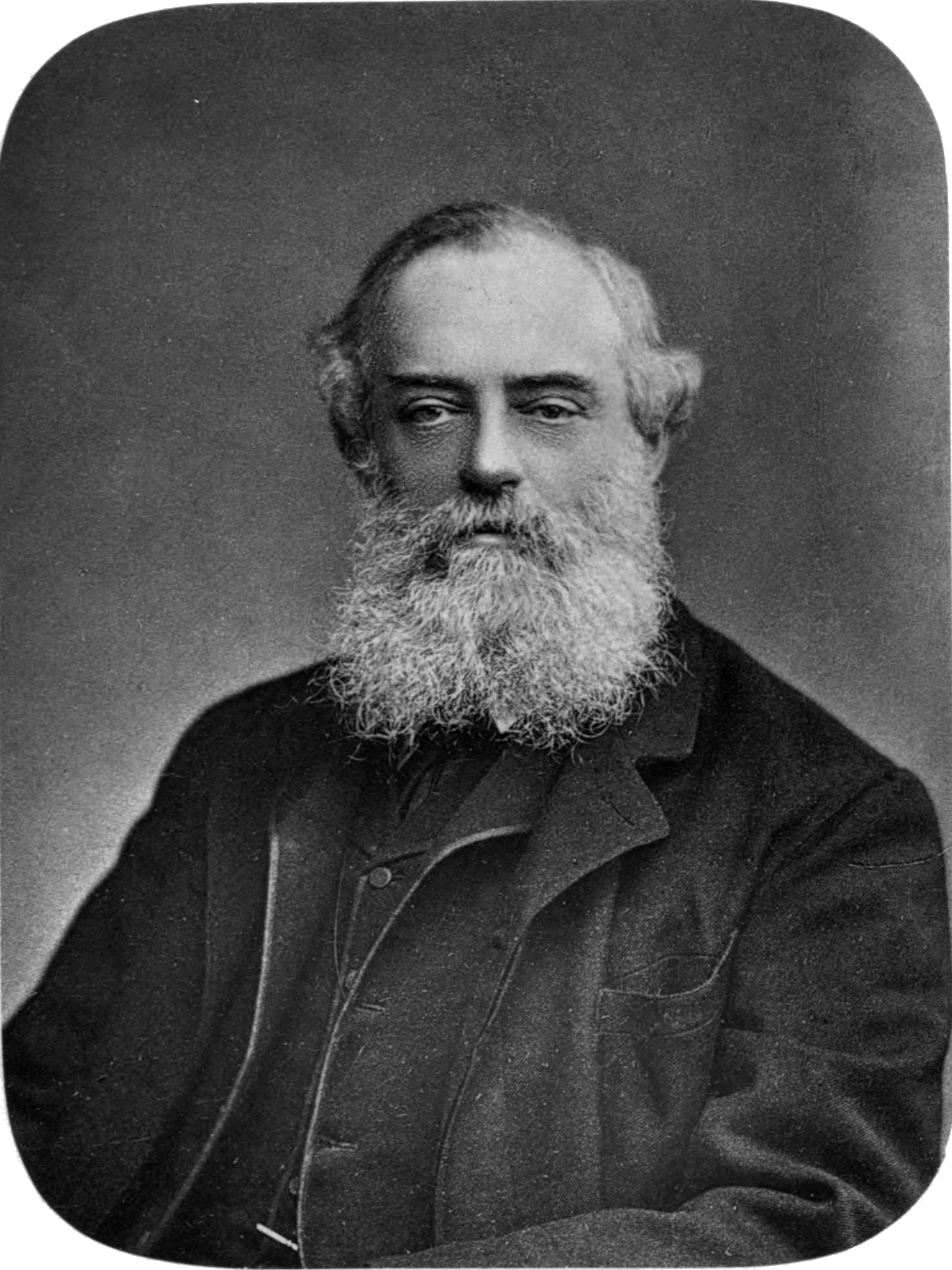
William Thomas Blanford
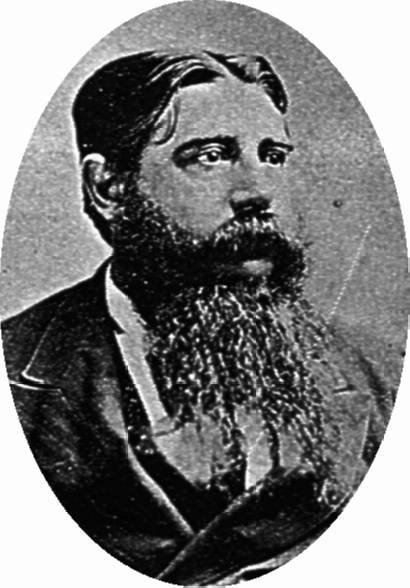
Politiker Julius Vogel (vor 1877) war ab 1873 Premier von Neuseeland
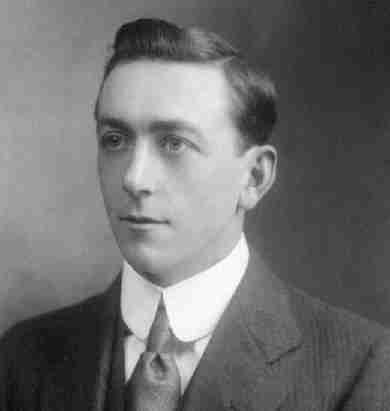
Arthur Holmes (Bild aus dem Jahr 1912)
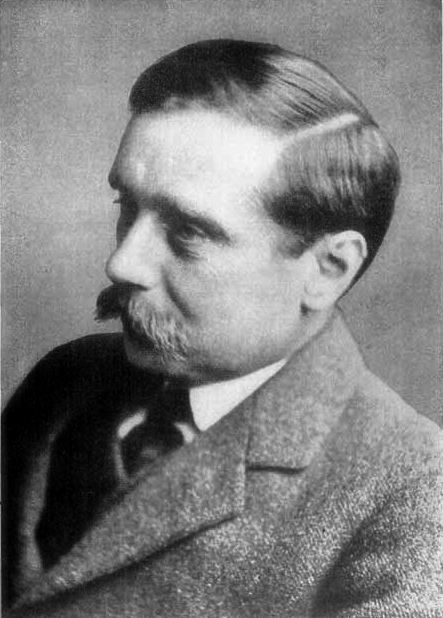
Schriftsteller H. G. Wells vor 1922
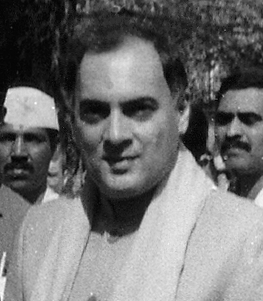
Rajiv Gandhi (ehem. Indischer Premier)
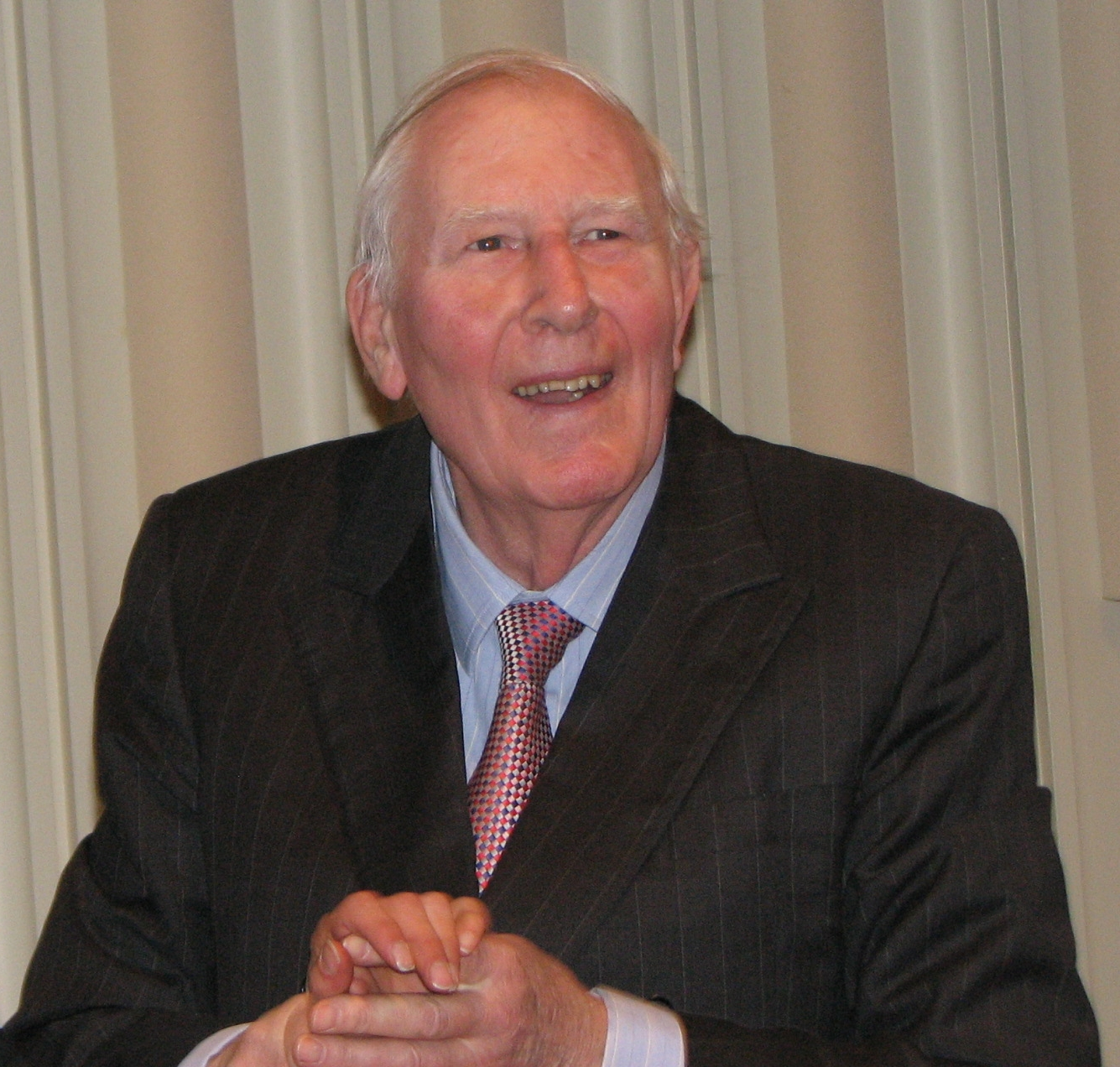
Mediziner und Mittelstreckenläufer Roger Bannister (2009)
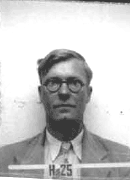
Physiker William Penney, Vater der britischen Atombombe
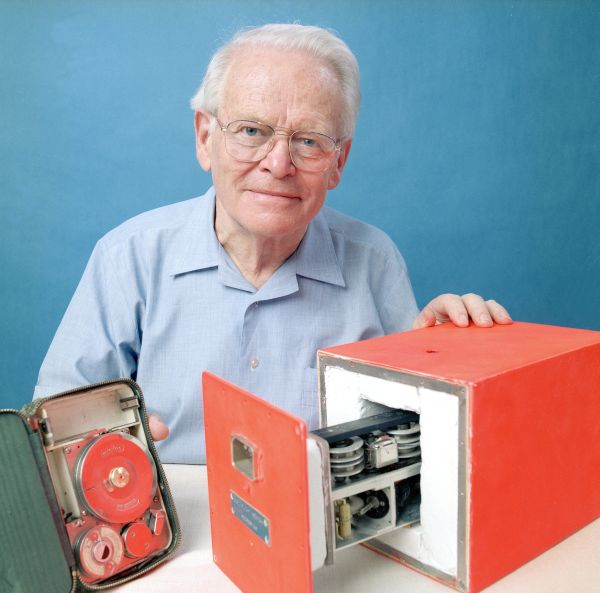
David Warren mit dem Prototyp des von ihm entwickelten Flugschreibers
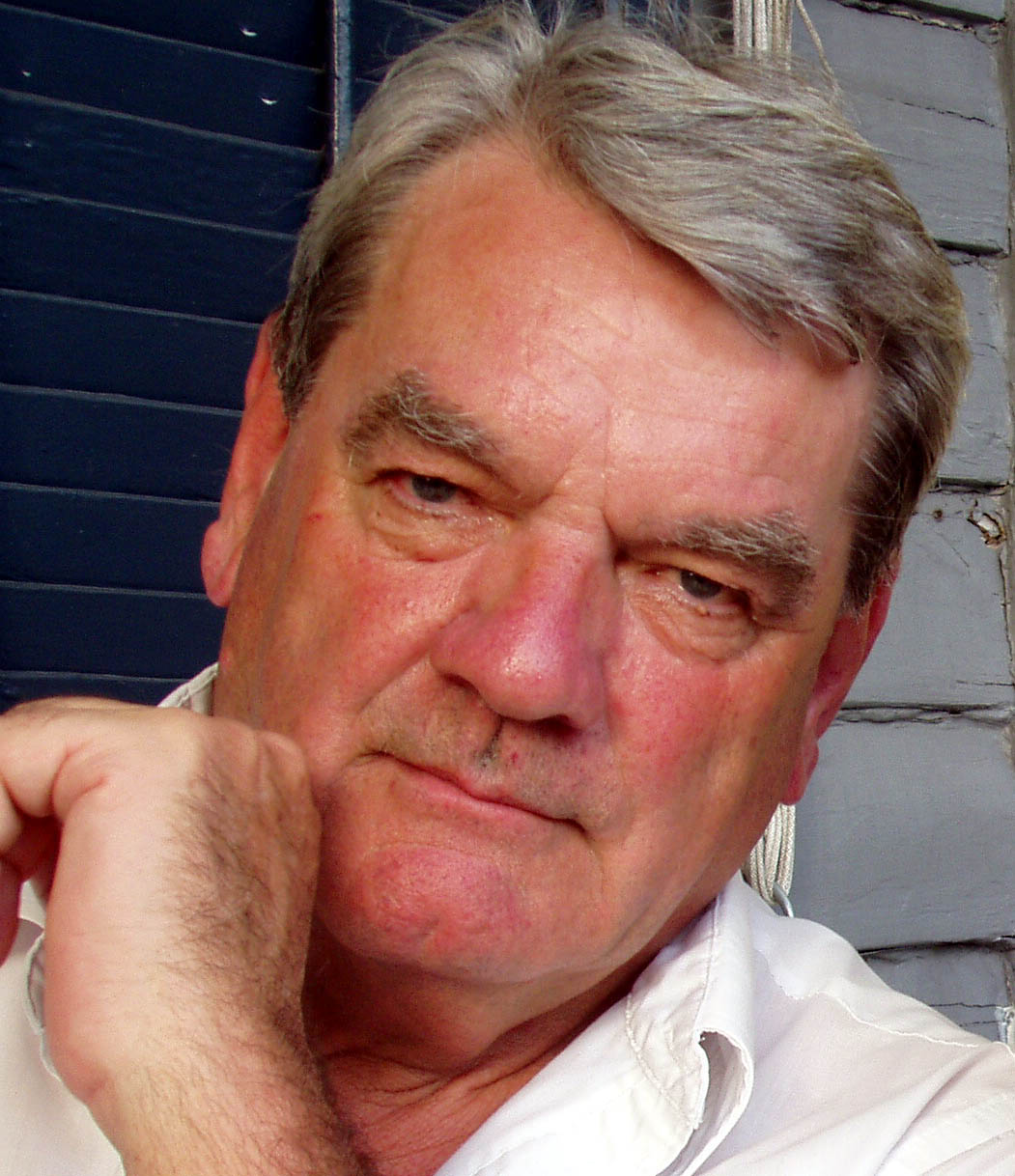
Autor David Irving (2003), Geschichtsrevisionist
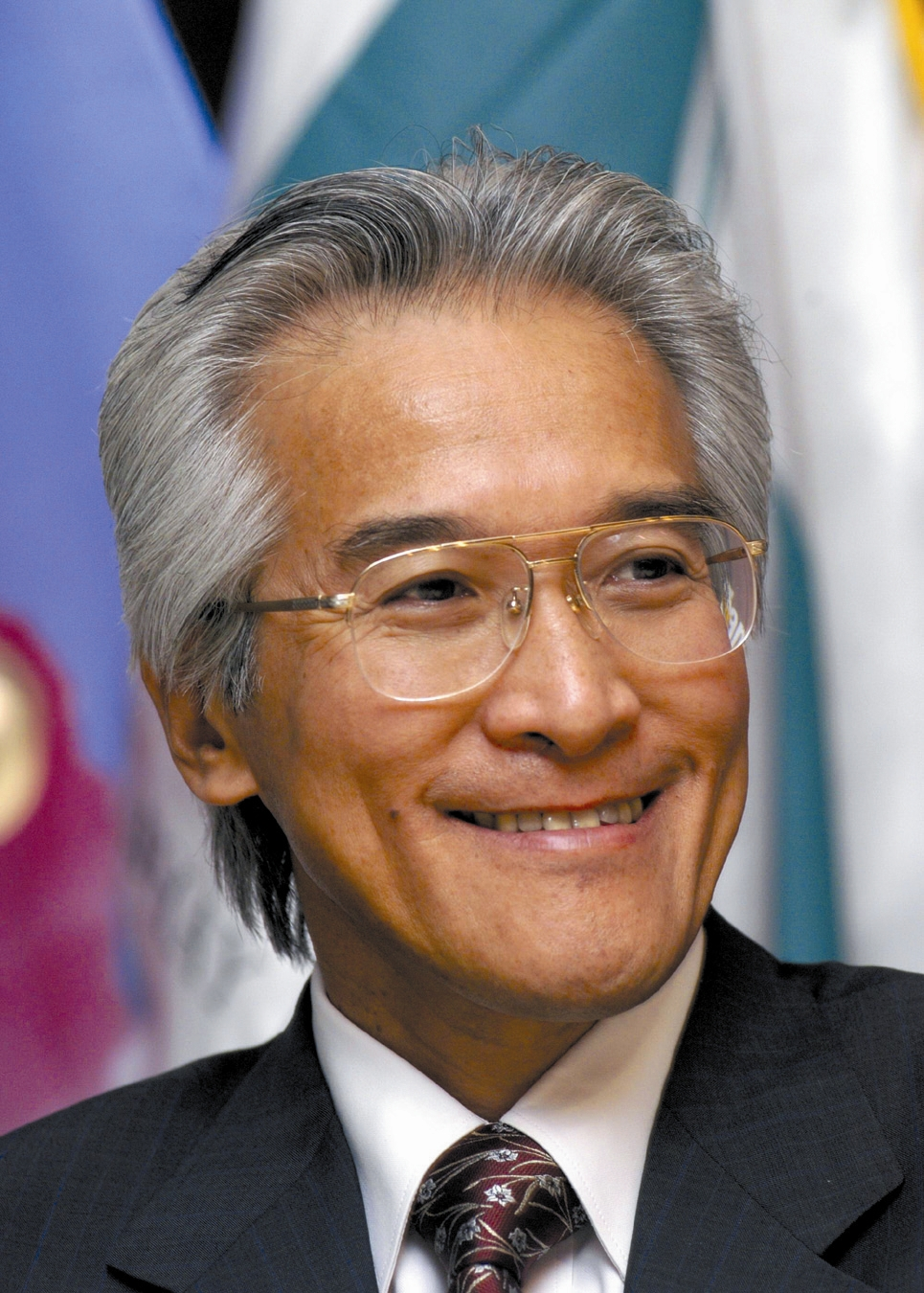
Manager Chew Choon Seng, CEO Singapore Airlines
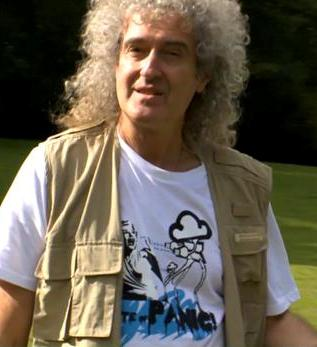
Musiker Brian May (2011), Gründer von Queen
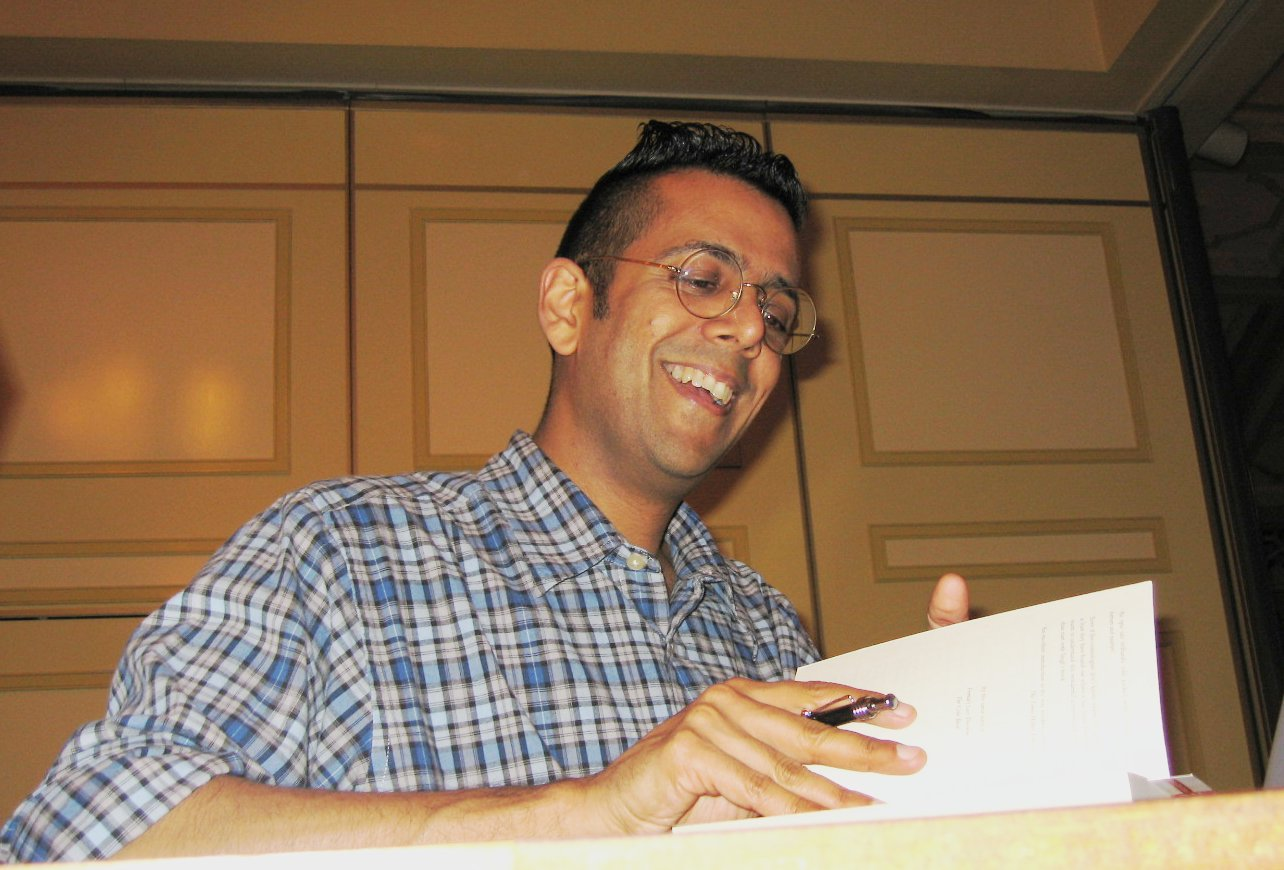
Autor und Physiker Simon Singh

| Name                          | Lebensdaten                            | Profession                                                     | Leistung |
| ----------------------------- | -------------------------------------- | -------------------------------------------------------------- | --- |
| Louis Attrill                 | * 5. März 1975                         | Sportle r                                                      | Goldmedaillengewinner im Rudern bei den Olympischen Sommerspielen 2000 |
| Mustafa Djamgoz               | * 1952                                 | Neurobiologie und Krebsforschung                               | |
| Sir Jack Baldwin              | 8. August 1938 – 4. Januar 2020        | Chemiker                                                       | Entdecker der Baldwin-Regeln |
| Sir Roger Bannister           | 23. März 1929 – 3. März 2018           | Sportler                                                       | britischer Mittelstreckenläufer, Sportfunktionär und Neurologe |
| Richard Maling Barrer         | 16. Juni 1910 – 12. September 1996     | Chemiker                                                       | Entwickler des Zeolith |
| Baron Richard Beeching        | 21. April 1913 – 23. März 1985         | Ingenieur, Physiker                                            | Vorsitzender der Staatsbahn British Railways |
| William Thomas Blanford       | 7. Oktober 1832 – 23. Juni 1905        | Geologe, Biologe                                               | Biogeographische Grundlagenwerke |
| Michael Birch                 |                                        |                                                                | Gründer von Bebo |
| Alan Blumlein                 | 29. Juni 1903 – 7. Juni 1942           | Elektroingenieur                                               | Erfindungen in der Nachrichtentechnik, in der Tonaufnahme, in der Stereofonie, der Schallplatte, beim Fernsehen und beim Radar machte. Er erlangte 128 Patente. |
| Chew Choon Seng               |                                        | Manager                                                        | CEO von Singapore Airlines |
| Iain Conn                     | * 22. Oktober 1962                     | Ökonom                                                         | Chief Executive (Refining and Marketing) von BP |
| Charles Coutelle              | * 5. September 1939                    | Arzt und Biologe                                               | Forschung in der Humangenetik |
| Michael Cowpland              | * 23. April 1943                       |                                                                | Gründer von Corel |
| Sir William Crookes           | 17. Juni 1832 – 4. April 1919          | Physiker, Chemiker, Wissenschaftsjournalist und Parapsychologe | Crookes hat die Kathodenstrahlen sichtbar gemacht, die Grundlagen der Lumineszenz und der Isotope entdeckt und Methoden zum Nachweis radioaktiver Strahlung entwickelt. |
| Donald Watts Davies           | 7. Juni 1924 – 28. Mai 2000            | Physiker                                                       | Einer der Pioniere der Informationstechnologie. |
| George Mercer Dawson          | 1. August 1849 – 2. März 1901          | (kanadischer) Geograph, Geodät und Paläontologe                | Vermaß etliche Berge und grub als erster Dinosaurierfossilien in Kanada aus. |
| Simon Dennis                  |                                        | Sportler                                                       | Goldmedaillengewinner Rudern, Olympische Sommerspiele 2000 |
| Keith Duckworth               | 10. August 1933 – 19. Dezember 2005    | Maschinenbauingenieur                                          | Gründer von Cosworth Engineering, Konstrukteur von Motoren im Automobilsport (genannt „Motorenpapst“) |
| Colin Dyer                    |                                        |                                                                | CEO von Jones Lang LaSalle |
| James H. Ellis                | 25. September 1924 – 25. November 1997 | Ingenieur                                                      | konzipierte das Asymmetrische Kryptosystem |
| Jonni Fulcher                 | * 22. September 1974                   | Sportler                                                       | schottischer Poolbillard- und Snookerspieler |
| Rajiv Gandhi                  | 20. August 1944 – 21. Mai 1991         | indischer Politiker                                            | ehemaliger Premierminister von Indien (1984 bis 1989). Wie seine Mutter Indira Gandhi starb er durch ein Attentat. Sein Vater Feroze Gandhi war Parse. |
| Marc Garneau                  | 23. Februar 1949 – 4. Juni 2025        | kanadischer Elektroingenieur                                   | erster kanadischer Astronaut. Er war ab November 2001 Präsident der kanadischen Weltraumbehörde (CSA), ab 2006 war er Politiker der Liberalen Partei Kanadas und Unterhaus-Abgeordneter. Er promovierte am Imperial College.                                                                               |
| Eleanor Jane Milner-Gulland   | * 3. Juni 1967                         | englische Biologin                                             | Professorin für Naturschutzbiologie am Imperial College |
| Juda Hirsch Quastel           | 2. Oktober 1899 – 15. Oktober 1987     | Biochemiker und Neurowissenschaftler                           | |
| Adam Holloway                 | * 29. Juli 1965                        | Journalist und Politiker                                       | |
| Arthur Holmes                 | 14. Januar 1890 – 20. September 1965   | englischer Geologe                                             | Erweiterung Alfred Wegeners Erkenntnisse der Plattentektonik. Holmes promovierte 1910 am IC. |
| Sir Stanley Hooker            | 30. September 1907 – 24. Mai 1984      | Ingenieur, Mathematiker                                        | Hooker war Entwickler für Raketentechnik bei Rolls-Royce (Entwicklung des Welland und Derwent) und später bei Bristol Aero Engines (Proteus und Olympus) und entwickelte schließlich den Pegasus. Er studierte Mathematik am Imperial.                                                                     |
| Leslie Hudson                 |                                        |                                                                | (CEO von DOV Pharmaceutical) |
| Sean Patrick Francis Hughes   | * 2. Dezember 1941                     | Mediziner                                                      | War ab 1991 Professor an der Medicine School des Imperialist für Orthopädische Chirurgie. |
| Thomas Henry Huxley           | 4. Mai 1825 – 29. Juni 1895            | Biologe und Autor                                              | |
| David Irving                  | * 24. März 1938                        | britischer Autor                                               | Geschichtsrevisionist und Holocaustleugner. Er verfasste etwa 30 Bücher über die Zeit des Nationalsozialismus. 1977 leugnete er Adolf Hitlers Initiative am Zweiten Weltkrieg und sein Wissen vom Holocaust bis 1943. Er studierte u. a. Wirtschaftswissenschaft am Imperial, brach das Studium jedoch ab. |
| Branislav Ivković             |                                        | Politiker                                                      | Ivković gründete die Sozialistische Volkspartei Serbiens, eine politische Kleinpartei. |
| Frederick W. Lanchester       | 23. Oktober 1868 – 8. März 1946        | Universal-Ingenieur                                            | Lanchester war ein auf vielen Gebieten tätiger Forscher, Ingenieur und Unternehmer. Er leistete bedeutende Beiträge zur Automobiltechnik, Luftfahrt und Militärtaktik. Am Imperial studierte er Ingenieurwesen, verließ die Uni aber ohne Abschluss.                                                       |
| Richard Lang                  | * 1956                                 | Schachprogrammierer                                            | von 1984 bis 1990 in Folge Weltmeister im Mikrocomputerschach |
| Sir Reginald Patrick Linstead | 28. August 1902 – 22. September 1966   | Chemiker                                                       | Entdecker des Phthalocyanin Farbstoffes |
| Danny Lui                     | 7. Januar 1957 – 1. Juli 2012          |                                                                | Gründer von Lenovo |
| John Manzoni                  | * 1960                                 |                                                                | Group Managing Director von BP |
| Kenneth Michael               | * 12. April 1938                       | Politiker                                                      | Gouverneur von Western Australia |
| Derek Pannell                 |                                        |                                                                | CEO von Noranda |
| William George Penney         | 24. Juni 1909 – 3. März 1991           | britischer Physiker                                            | Penney gilt als der „Vater“ der britischen Atombombe. |
| William Henry Perkin          | 12. März 1838 – 14. Juli 1907          | britischer Chemiker und Industrieller                          | Perkin entdeckte den ersten synthetischen Anilin-Farbstoff, das Mauvein. Er gründete ein bedeutendes Farbstoff-Unternehmen und entwickelte Synthesen zur Darstellung von Zimtsäure und Cumari |
| Alec Harley Reeves            | 10. März 1902 – 13. Oktober 1971       | britischer Ingenieurwissenschaftler                            | Er erdachte und formulierte 1937 die Prinzipien der Puls-Code-Modulation (PCM) und meldete über 80 weitere Patente an. Reeves studierte am Imperial Ingenieurwissenschaften. |

- Donald H. Perkins (Physiker)
- Trevor Phillips (Journalist und Politiker)
- David E. Potter (Gründer und Vorsitzender von Psion, Vorsitzender von Symbian)
- Sir Ralph Robins (CEO von Rolls-Royce)
- Simon Singh (populärwissenschaftlicher Schriftsteller)
- Gary Tanaka (Gründer von Amerindo)
- Nikolas Tombazis (Chefdesigner der Scuderia Ferrari)
- Sir Julius Vogel (ehemaliger Premierminister von Neuseeland)
- David Warren AO (Erfinder des Flugschreibers)
- Joan Woodward (Organisations- und Industriesoziologin)
- H. G. Wells (Schriftsteller)
- Winston Wong (Geschäftsmann)